# Amytornis
Amytornis là một chi chim trong họ Maluridae.

## Các loài
- Amytornis barbatus
- Amytornis striatus
- Amytornis woodwardi
- Amytornis dorotheae
- Amytornis merrotsyi
- Amytornis textilis
- Amytornis modestus
- Amytornis housei
- Amytornis goyderi
- Amytornis purnelli
- Amytornis ballarae